# Chérencé-le-Héron
Chérencé-le-Héron és un municipi francès situat al departament de la Manche i a la regió de Normandia. L'any 2007 tenia 384 habitants.

## Demografia

### Població
El 2007 la població de fet de Chérencé-le-Héron era de 384 persones. Hi havia 169 famílies de les quals 52 eren unipersonals (32 homes vivint sols i 20 dones vivint soles), 69 parelles sense fills, 44 parelles amb fills i 4 famílies monoparentals amb fills.
La població ha evolucionat segons el següent gràfic:
Habitants censats

### Habitatges
El 2007 hi havia 232 habitatges, 169 eren l'habitatge principal de la família, 45 eren segones residències i 18 estaven desocupats. 227 eren cases i 2 eren apartaments. Dels 169 habitatges principals, 117 estaven ocupats pels seus propietaris, 51 estaven llogats i ocupats pels llogaters i 1 estava cedit a títol gratuït; 3 tenien una cambra, 11 en tenien dues, 25 en tenien tres, 44 en tenien quatre i 86 en tenien cinc o més. 151 habitatges disposaven pel capbaix d'una plaça de pàrquing. A 76 habitatges hi havia un automòbil i a 82 n'hi havia dos o més.

### Piràmide de població
La piràmide de població per edats i sexe el 2009 era:
| Homes | Edats   | Dones |
| ----- | ------- | ----- |
| 0     | 95 o +  | 0     |
| 0     | 90 a 94 | 0     |
| 8     | 85 a 89 | 0     |
| 4     | 80 a 84 | 4     |
| 8     | 75 a 79 | 16    |
| 12    | 70 a 74 | 24    |
| 8     | 65 a 69 | 16    |
| 4     | 60 a 64 | 16    |
| 4     | 55 a 59 | 0     |
| 20    | 50 a 54 | 16    |
| 12    | 45 a 49 | 12    |
| 20    | 40 a 44 | 12    |
| 8     | 35 a 39 | 8     |
| 20    | 30 a 34 | 16    |
| 8     | 25 a 29 | 4     |
| 8     | 20 a 24 | 0     |
| 32    | 15 a 19 | 32    |
| 8     | 10 a 14 | 24    |
| 12    | 5 a 9   | 8     |
| 12    | 0 a 4   | 4     |

## Economia
El 2007 la població en edat de treballar era de 251 persones, 188 eren actives i 63 eren inactives. De les 188 persones actives 173 estaven ocupades (100 homes i 73 dones) i 15 estaven aturades (5 homes i 10 dones). De les 63 persones inactives 28 estaven jubilades, 21 estaven estudiant i 14 estaven classificades com a «altres inactius».

### Ingressos
El 2009 a Chérencé-le-Héron hi havia 165 unitats fiscals que integraven 384 persones, la mediana anual d'ingressos fiscals per persona era de 13.993,5 €.

### Activitats econòmiques
Dels 11 establiments que hi havia el 2007, 1 era d'una empresa de fabricació d'altres productes industrials, 4 d'empreses de construcció, 2 d'empreses de comerç i reparació d'automòbils, 1 d'una empresa immobiliària, 2 d'empreses de serveis i 1 d'una entitat de l'administració pública.
Dels 3 establiments de servei als particulars que hi havia el 2009, 1 era un guixaire pintor, 1 fusteria i 1 lampisteria.
L'únic establiment comercial que hi havia el 2009 era una botiga de menys de 120 m².
L'any 2000 a Chérencé-le-Héron hi havia 48 explotacions agrícoles que ocupaven un total de 360 hectàrees.

## Equipaments sanitaris i escolars
El 2009 hi havia una escola elemental integrada dins d'un grup escolar amb les comunes properes formant una escola dispersa.

## Poblacions més properes
El següent diagrama mostra les poblacions més properes.